# أزادة
أزادة (بالفارسية: ازادده) هي قرية في حي باغ كشمير الريفية، الواقع في ناحية سلهباد، في مقاطعة توربات، في محافظة خراسان رضوي الإيرانية. في تعداد عام 2006، بلغ عدد سكانها 1577، و343 أسرة.